# Шёнау (Ральбиц-Розенталь)

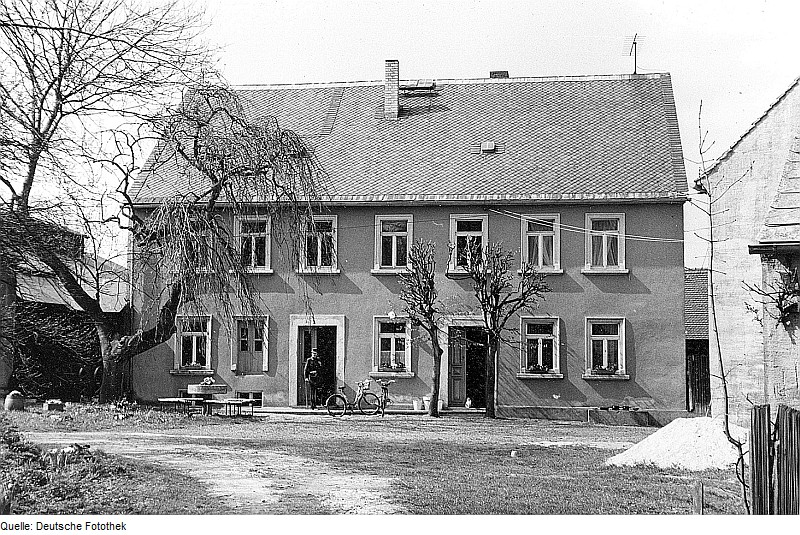
Фото 1980 года

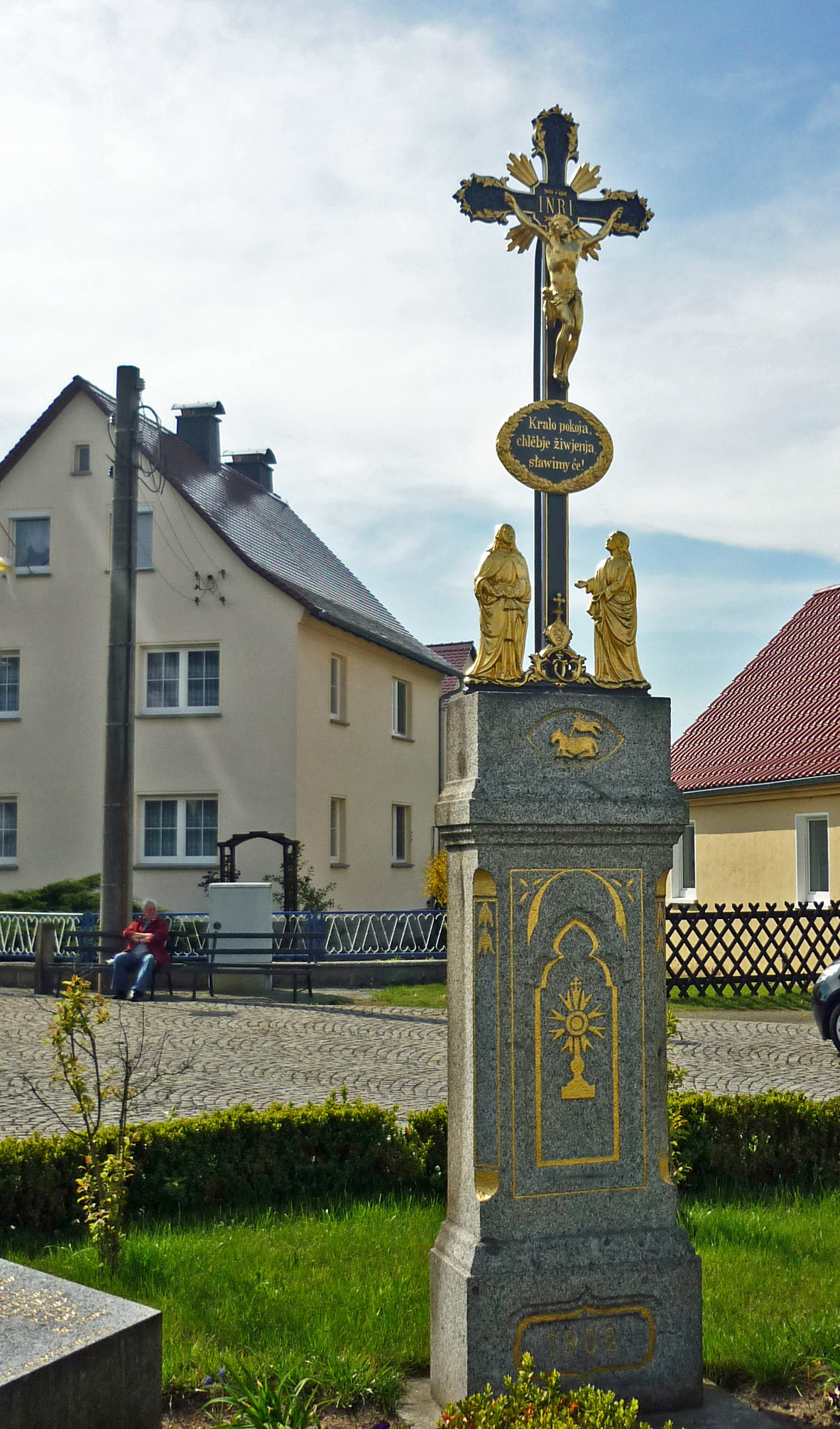

Шёнау или Шу́нов (нем. Schönau; в.-луж. Šunowо файле) — деревня в Верхней Лужице, Германия. Входит в состав коммуны Ральбиц-Розенталь района Баутцен в земле Саксония. Подчиняется административному округу Дрезден.

## География
Деревня располагается на левом берегу реки Клостервассер в 11 км на юго-запад от Каменца и в 7 км на север от города Кулов. В трёх километрах на северо-запад находится административный центр коммуны деревня Ральбицы.

## История
Впервые деревня упоминается в 1374 году как Шонов (Schzonow). До XIX века деревня принадлежала монастырю Мариенштерн. После Венского конгресса 1815 года весь север Верхней Лужицы перешёл в состав провинции Нижняя Силезия Пруссии. Шунов остался в Саксонии. Граница между Пруссией и Саксонией, просуществовавшая до 1945 года, проходила в одном километре на севере от Шунова.
С 1994 года входит в состав коммуны Ральбиц-Розенталь.
В настоящее время деревня входит в состав культурно-территориальной автономии «Лужицкая поселенческая область», на территории которой действуют законодательные акты земель Саксонии и Бранденбурга, содействующие сохранению лужицких языков и культуры лужичан.

## Население
Согласно статистическому сочинению «Dodawki k statisticy a etnografiji łužickich Serbow» Арношта Муки в Шунове в 1884 году проживало 247 человек (из них 237 — серболужичан и 10 — немцев).
Лужицкий демограф Арношт Черник в своём сочинении «Die Entwicklung der sorbischen Bevölkerung» пишет, что в 1956 году численность лужицкого населения в деревне составляла 90 %.
Наибольшая численность была в 1997 году (330 человек). На 31 декабря 2015 численность населения составляла 275 человек.
Официальным языком в населённом пункте, помимо немецкого, является верхнелужицкий язык.
| 1900 | 1993 | 1997 | 2000 | 2002 | 2005 | 2008 | 2010 | 2015 |
| ---- | ---- | ---- | ---- | ---- | ---- | ---- | ---- | ---- |
| 253  | 319  | 330  | 316  | 315  | 308  | 296  | 279  | 275  |

## Известные жители и уроженцы
- Кубаш, Юрий Густав (1845—1924) — серболужицкий публицист.
- Млынк, Юрий (1927—1971) — серболужицкий писатель и поэт.
- Шен, Франц (род. 1950) — лужицкий писатель, библиограф, литературовед, историк серболужицкой литературы и общественный деятель.